# 9957 Raffaellosanti
9957 Raffaellosanti هو كويكب، يقع ضمن حزام الكويكبات. اكتشف في 6 أكتوبر 1991.

## روابط خارجية
- 9957 Raffaellosanti في قاعدة بيانات مختبر الدفع النفاث لأجرام النظام الشمسي الصغيرة

- الاكتشاف · مخطط المدار ·  العناصر المدارية · المعلمات المادية

- 9957 Raffaellosanti على موقع ويكي سكاي: DSS2, SDSS, GALEX, IRAS, Hydrogen α, X-Ray, Astrophoto, Sky Map, Articles and images